# Kosmos 111
Kosmos 111 (ryska: Космос 111) var en sovjetisk rymdsond i Lunaprogrammet. Rymdsonden sköt upp den 1 mars 1966, med en Molnija raket. Planen var att farkosten skulle gå in i omloppsbana runt månen.
Rymdsonden misslyckades med att lämna sin omloppsbana runt jorden och brann upp i jordens atmosfär den 3 mars 1966.

### Fotnoter
1. ↑  ”NASA Space Science Data Coordinated Archive” (på engelska). NASA. https://nssdc.gsfc.nasa.gov/nmc/spacecraft/display.action?id=1966-017A. Läst 2 mars 2020.